# Bełżec (gemeente)
De gemeente Bełżec is een landgemeente in het Poolse woiwodschap Lublin, in powiat Tomaszowski (Lublin).
De zetel van de gemeente is in Bełżec.
Op 30 juni 2004 telde de gemeente 2990 inwoners.

## Oppervlakte gegevens
In 2002 bedroeg de totale oppervlakte van gemeente Bełżec 28,66 km², waarvan:
- agrarisch gebied: 56%
- bossen: 34%

De gemeente beslaat 1,93% van de totale oppervlakte van de powiat.

## Demografie
Stand op 30 juni 2004:
| Omschrijving                   | Totaal | Totaal | Vrouwen | Vrouwen | Mannen | Mannen |
| ------------------------------ | ------ | ------ | ------- | ------- | ------ | ------ |
| eenheid                        | aantal | %      | aantal  | %       | aantal | %      |
| inwoners                       | 2990   | 100    | 1471    | 49,2    | 1519   | 50,8   |
| bevolkingsdichtheid (inw./km²) | 104,3  | 104,3  | 51,3    | 51,3    | 53     | 53     |

In 2002 bedroeg het gemiddelde inkomen per inwoner 1300,58 zł.

## Plaatsen
Bełżec (sołectwo: Bełżec I, Bełżec II en Bełżec III), Chyże, Smoliska, Szalenik-Kolonia, Zagóra.

## Aangrenzende gemeenten
Lubycza Królewska, Narol, Tomaszów Lubelski